# Champagnac (Charente-Maritime)
Champagnac település Franciaországban, Charente-Maritime megyében. Lakosainak száma 493 fő (2022. január 1.). Champagnac Jonzac, Meux, Ozillac, Saint-Germain-de-Vibrac, Saint-Médard és Réaux sur Trèfle községekkel határos.

## Népesség
A település népességének változása:
| Lakosok száma | 404  | 431  | 427  | 507  | 538  | 529  | 529  | 527  | 516  | 493  |
|               | 1968 | 1982 | 1990 | 2006 | 2013 | 2015 | 2017 | 2019 | 2020 | 2022 |